# 孫正義
孫 正義（そん まさよし、ソン・ジョンウィ、ハングル：손정의、1957年〈昭和32年〉8月11日 - ）は、佐賀県鳥栖市出身の実業家、資本家、投資家。本貫は一直孫氏。
ソフトバンクグループ株式会社代表取締役会長兼社長、ソフトバンクグループジャパン株式会社代表取締役、ソフトバンク株式会社創業者兼取締役、福岡ソフトバンクホークス株式会社取締役オーナー、ARMホールディングス取締役会長、公益財団法人自然エネルギー財団会長。

## 経歴

### 出生・幼少期
在日韓国人実業家の二男として佐賀県鳥栖市の朝鮮人集落に出生。4人兄弟であった。いわゆる通名は「安本正義」。なお、孫は自身のXで、(通名ではなく)民族名の「孫」で日本に帰化していることに言及している。
孫は佐賀県鳥栖市の朝鮮人集落で幼少期を過ごした。豚や羊と一緒に生活する非常に貧しく不衛生な場所であったが、「今だから言えるが密造酒も家で作っていた」と佐野眞一のインタビューで述べると共に、父親の三憲が密造酒製造販売以外にも消費者金融、パチンコ業で大成功し、長じてはパチンコ店数十店舗を所有し、高級車を何台も保有するほどの裕福な時期もあったことも明らかにしている。
北九州市八幡西区相生町に転居後、北九州市立引野小学校を卒業、北九州市立引野中学校に入学。福岡市に転居して福岡市立城南中学校に転入。

### 高校・大学時代
1973年に久留米大学附設高等学校に入学。高校入学後、家庭教師に薦められた司馬遼太郎の小説『竜馬がゆく』を愛読し、脱藩に憧れて渡米を決意し、夏休みを利用して米国カリフォルニア州にて語学研修のため4週間の短期留学。
1974年に久留米大学附設高等学校を中退し、2月に渡米し米国ホーリー・ネームズ・カレッジの英語学校 (ESL) に入学し、サンフランシスコのセラモンテ高等学校2学年に編入学。3年生、4年生へと飛び級し、米国高校卒業検定試験に合格したため、3週間で退学、翌1975年にホーリー・ネームズ・カレッジに入学した。
1977年、カリフォルニア大学バークレー校経済学部の3学年に編入学。そして1979年、シャープに自動翻訳機を売り込んで得た資金1億円を元手に、米国でソフトウェア開発会社の「Unison World」を設立。インベーダーゲーム機を日本から輸入し、米国で販売した。
1980年にカリフォルニア大学バークレー校を卒業した。

### ソフトバンク起業
1980年、日本に帰国しコンピュータ卸売事業の「ユニソン・ワールド」を博多区雑餉隈で興す。そして1981年、ユニソン・ワールドと経営総合研究所の共同出資で福岡県大野城市に「日本ソフトバンク」を設立し、代表取締役社長に就任するも、1983年、慢性肝炎での入院をきっかけに社長職を退いた。
「お金じゃない、地位や名誉でもない、ばあちゃんがやっていたような、人に喜んでもらえることに貢献できたら幸せだ。どこか名前も知らない小さな女の子に『ありがとう』と言ってもらえるような、そんな仕事がしたい」と思い今に至る。「おばあちゃんはいつも『人さまのお陰だ』と言っていたことから、人を恨んだりしてはいけない」とも語っている。
1986年に社長職に復帰。以降、パソナの南部靖之、エイチ・アイ・エスの澤田秀雄と共にベンチャー三銃士と称された。

### 1990年代
1990年、日本ソフトバンクをソフトバンクに社名変更。1994年にソフトバンクの株式を店頭公開。
1996年には米ヤフー社とソフトバンクの合弁でヤフー（Yahoo! JAPAN）（現・LINEヤフー）を設立。同社代表取締役社長に就任。
同年、衛星放送プラットフォームの運営会社としてJスカイBをルパート・マードックが経営しているニューズ・コーポレーションとの折半出資により設立。マードックが会長、自らは社長に就任した。また、全国朝日放送（テレビ朝日）の筆頭株主だった旺文社から、ニューズ社との合弁会社が保有全株式を買い取り、21%の筆頭株主となった。ニューズ・コーポレーションと共同での経営を目的としたM&Aであったが、翌1997年3月に、当時第3位株主だった朝日新聞社に全株式を譲渡して撤退した。JスカイBは1997年にソニーとフジテレビジョン（現・フジ・メディア・ホールディングス）がイコールパートナーとして資本参加し、1998年にはパーフェクTV!を運営する日本デジタル放送サービス（現スカパーJSAT）と合併。スカイパーフェクTV!（スカパー!）として放送を開始した。
1999年、証券市場の開設を企図し米国のナスダック・ストック・マーケットとソフトバンクが共同出資し、ナスダック・ジャパンプランニング株式会社を設立。翌2000年には大阪証券取引所とナスダック・ジャパンプランニングにてナスダック・ジャパン市場を開始。
ソフトバンクが東京海上火災保険、オリックスと共に、日本債券信用銀行（現・あおぞら銀行）の株式を取得。取締役に就任した。
NTTドコモの第一期アドバイザリーボードのメンバーを1年程務める。

### 2000年代
2001年からヤフーと共同でADSL接続サービスのYahoo!BBの提供を開始。以降、ソフトバンクは、それまでのPCソフト卸・出版から通信業に本業の軸足を移すことになる。
2002年、ナスダック・ジャパンが業務を停止。大阪証券取引所によりヘラクレスとして改組された。2003年にあおぞら銀行の株式をサーベラス・キャピタル・マネジメント社に売却した。
2004年には日本テレコムを買収し、同社代表取締役会長に就任。プロ野球球団・福岡ダイエーホークスをダイエーから買収し、福岡ソフトバンクホークスのオーナーとなった。
2005年Alibaba.com Corporation（現：アリババグループ）, Director。
2006年10月にソフトバンクテレコムの社長を兼務。続けてボーダフォン（現・ソフトバンク株式会社）を買収し、同社取締役会議長、代表執行役社長兼CEOに就任した。

### 2010年代
2011年に東日本大震災が発生すると、義援金として個人で100億円および2011年から引退するまでソフトバンクグループ代表として受け取る報酬の全額を寄付することを表明し、同年7月14日に40億円の寄付が終了した。さらに福島第一原子力発電所事故を受け、自然エネルギー財団を設立。『東日本大震災復興支援財団』を6月に設立。
2015年4月1日、ソフトバンクモバイルの代表執行役社長から、代表取締役会長に異動した。ソフトバンクモバイルは、同時に、ソフトバンクBB、ソフトバンクテレコム、ワイモバイルの3社を吸収合併する。同年6月にヤフー取締役に就任。同年9月ARM Holdings plc（現SVF HOLDCO（ UK ）LIMITED）, Chairman and Executive Director。
2017年には海外の大物経営者が名を連ねている、中国・清華大学経済管理学院の顧問委員に就任。同年に米ニュース解説メディア「Vox（ヴォックス）」の「Recode 100 ～ 2017年に重要となったテクノロジー、ビジネス、メディアの人々。」にて6位に選ばれた。
同年6月、ソフトバンクグループ代表取締役会長兼社長。2017年12月14日、メジャーリーグサッカー参入を目指すデビッド・ベッカムの投資家グループへの参加が承認された。
2018年3月Arm Limited, Chairman and Director。2018年4月ソフトバンク取締役会長。2018年5月Sprint Corporation, Director of the Board。

### 2020年代
2021年9月のビジネスイベント「SoftBank World 2021」基調講演で「ロボットの時代とAIの時代をかけ合わせる、“スマボ” の時代がやって来る」と語り労働人口減少や生産性の低迷から、競争力が低迷しつつある日本社会の将来を救い、日本の復活のカギになるのは、”スマボ” であるとのビジョンを示した。Tesla Botなどの例を挙げ、具体的にはAIによる自動化や高度な検知・判断機能に加え、ディープラーニングによる作業の正確化を通じて、これまで人間が行っていた作業を代わりに行うことで、生産性の向上や作業工数の削減につながるとした。
2024年9月、米国のTIMEが発表した、「AI分野で最も影響力のある100人」の一人として掲載された。
2024年にドナルド・トランプが当選すると、トランプを祝福する。更に翌2025年には、ホワイトハウスでトランプの大統領就任式に出席し、トランプ政権を「世界に平和をもたらしてくれる」「偉大なリーダー」と絶賛した。

## 略歴
- 1980年（昭和55年）3月 - カリフォルニア大学バークレー校経済学部卒業[41]。
- 1981年（昭和56年）9月 - 福岡県福岡市博多区の雑餉隈にて、日本ソフトバンク株式会社（現・ソフトバンクグループ株式会社）を設立。同社の代表取締役社長[42]。
- 1983年（昭和58年）4月 - 日本ソフトバンク株式会社（現・ソフトバンクグループ株式会社）代表取締役会長[42]。
- 1986年（昭和61年）2月 - 日本ソフトバンク株式会社（現・ソフトバンクグループ株式会社）代表取締役社長[42]。
- 1994年（平成6年）3月 - ソフトバンク・ホールディングス・インク取締役会長兼CEO[42]。
- 1994年（平成6年）4月 - メディアバンク企画株式会社代表取締役社長[43]。
- 1996年（平成8年）1月 - ヤフー株式会社（現・Zホールディングス株式会社）代表取締役社長[44]。
- 1996年（平成8年）7月 - ヤフー株式会社（現・Zホールディングス株式会社）取締役会長[45]。
- 1996年（平成8年）12月 - ジェイ・スカイ・ビー株式会社代表取締役社長[46]。
- 1997年（平成9年）8月 - エスビーネットワークス株式会社（現・SBテクノロジー株式会社）代表取締役社長[47]。
- 1998年（平成10年）5月 - 孫アセットマネージメント株式会社（現・孫アセットマネージメント合同会社）代表取締役社長[42]。
- 1999年（平成11年）1月 - ブロードキャスト・コム株式会社代表取締役[48]。
- 1999年（平成11年）4月 - カーポイント株式会社代表取締役[49]。
- 1999年（平成11年）6月 - ナスダック・ジャパン・プランニング株式会社取締役[42]。
- 2000年（平成12年）9月 - スピードネット株式会社非常勤取締役[50]。
- 2000年（平成12年）9月 - 株式会社日本債券信用銀行（現・株式会社あおぞら銀行）取締役[51]。
- 2000年（平成12年）11月 - 日本アリバ株式会社取締役[51]。
- 2001年（平成13年）2月 - 孫ベンチャーズ保証株式会社取締役[51]。
- 2001年（平成13年）6月 - ビー・ビー・テクノロジー株式会社代表取締役社長[52]。
- 2004年（平成16年）2月 - ソフトバンクBB株式会社（初代法人）代表取締役社長兼CEO[53]。
- 2004年（平成16年）7月 - 日本テレコム株式会社（三代目法人）社外取締役 取締役会議長[54][55]。
- 2005年（平成17年）1月 - 福岡ソフトバンクホークス株式会社取締役オーナー（現任）[56]。
- 2005年（平成17年）10月 - 阿里巴巴網絡有限公司（現・阿里巴巴集団控股有限公司）取締役（現任）[57]。
- 2005年（平成17年）12月 - ソフトバンクBB株式会社（二代目法人）代表取締役社長兼CEO[53]。
- 2005年（平成17年）12月 - TVバンク株式会社代表取締役社長[58]。
- 2006年（平成18年）4月 - ボーダフォン株式会社（現・ソフトバンク株式会社）代表執行役社長兼CEO[59]。
- 2006年（平成18年）4月 - ボーダフォン株式会社（現・ソフトバンク株式会社）取締役会議長[59]。
- 2006年（平成18年）6月 - 日本テレコム株式会社代表取締役会長[60]。
- 2006年（平成18年）10月 - ソフトバンクテレコム株式会社（初代法人）代表取締役社長兼CEO[61]。
- 2007年（平成19年）2月 - ソフトバンクテレコム株式会社（二代目法人）代表取締役社長兼CEO[62]。
- 2007年（平成19年）6月 - ソフトバンクモバイル株式会社（現・ソフトバンク株式会社）代表取締役社長兼CEO[63]。
- 2008年（平成20年）5月 - アリババ株式会社取締役[64]。
- 2011年（平成23年）8月 - 一般財団法人自然エネルギー財団（現・公益財団法人自然エネルギー財団）会長（現任）。
- 2013年（平成25年）7月 - スプリント・コーポレーション取締役会長[65]。
- 2015年（平成27年）4月 - ソフトバンクモバイル株式会社（現・ソフトバンク株式会社）代表取締役会長[66]。
- 2015年（平成27年）6月 - ヤフー株式会社（現・Zホールディングス株式会社）取締役（現任）[67]。
- 2016年（平成28年）3月 - ソフトバンクグループインターナショナル合同会社（現・ソフトバンクグループジャパン株式会社）職務執行者[57]。
- 2016年（平成28年）9月 - アーム・ホールディングスPLC（現・SVFホールディング・カンパニー・リミテッド）代表取締役会長[68]。
- 2017年（平成29年）6月 - ソフトバンクグループ株式会社代表取締役会長兼社長[69]。
- 2018年（平成30年）3月 - アーム・リミテッド取締役会長（現任）[70]。
- 2018年（平成30年）4月 - ソフトバンク株式会社取締役会長[71]。
- 2018年（平成30年）5月 - スプリント・コーポレーション取締役（現任）[70]。
- 2018年（平成30年）6月 - ソフトバンクグループジャパン株式会社代表取締役（現任）[72]。
- 2021年（令和3年）1月 - ソフトバンク株式会社創業者 取締役（現任）[73]。

## ソフトバンクの創業

### 設立経緯
自分で考案した「音声機能付き他言語翻訳機」 を当時シャープ専務の佐々木正に約1億円で売り込み、大銀行の紹介・融資の手引きをされて1億円の融資を手に入れた。
その資金を元に米国で事業を起こし、1981年には福岡で不動産・産廃業を営む母方の親戚の在日韓国人から1億円の出資を受けて日本で起業する。佐野眞一は創業時に1億円を投じた在日韓国人の親戚が個人株主としては現在も最大の株主であるとしている。（ただし、孫自身を個人株主に含めれば孫が最大の株主となっている）。
電話の際に自動的に安い回線を選ぶ「NCC BOX」（いわゆるLCR）をフォーバルの大久保秀夫と共に開発した（その関係で、日本におけるLCRの基本特許は孫が保有している）。大久保秀夫との交流は以後も続き、BBフォン、おとくラインの販売など、ソフトバンクグループの法人向けの営業では常にフォーバルと協力体制を取ってきた。

### ソフトバンクの前身
自動翻訳機の売込みで得た資金（1億円）を元手に、米国でソフトウェア開発会社の「Unison World」を設立。日本で当時流行していたアーケードゲーム「スペースインベーダー」を、ブームが沈静化した後に大量に安価で買い取り、アメリカで売り出して大きな利益を得た。
福岡市博多区で「日本ソフトバンク」名義の会社を設立したのは1981年であるが、孫自身は事あるごとに「私は、福岡の雑餉隈で、アルバイト社員二人とソフトバンクを始めました」と話している。雑餉隈の雑居ビルに存在した会社は、ソフトバンクの前身にあたる「ユニソン・ワールド」という会社であったが、孫自身はこの「ユニソン・ワールド」がソフトバンクの起業だと考えていることがこの言葉から分かる。
孫は同社員の前で、立ち上げた会社を「10年で年商500億の会社にする」と豪語したが、これを聞いた二人は孫の可能性を信じることが出来ず非現実的な法螺話と受け取り、彼の力量を見限って辞めてしまったという話がある。

### 通名ではなく本名で起業
ユニソン・ワールドとして会社起業する際、日本名である「安本」ではなく韓国名の「孫」の名前で会社を興すことを決め、そのことを一族に伝えた。しかし親や親戚からは、「在日が日常生活で差別されることはかなり減ったが、就職では間違いなく差別され銀行も絶対金を貸さない。お前の認識は甘い。ハードルは十倍あがる。わざわざ好んでその難しい道を行くのか」と猛反対された。それに対して孫は「たとえ十倍難しい道であっても、俺は人間としてのプライドを優先したい。俺はどれだけ難しい道だって堂々と正面突破したいんだ」 と答えた。一族からは「お前は青い」とも言われたが、父親は何も言わず黙って孫の話を聞いていたという。
孫の名前にこだわった理由はもう一つあり、それは渡米する際に心に決めた志と通名による起業が矛盾するということであった。孫は佐野に対して「何十万人といる在日韓国人が、日本で就職や結婚や、それこそ金を借りるとき差別を受けている。でも在日韓国人であろうが、日本人と同じだけの正義感があって、能力がある。それを自分が事業で成功して、 証明しなきゃならないと思ったんです。これからの在日の若者に、それを背中で示さなきゃいけないのに、俺が 本名を隠してこそこそやったんじゃ、意味がなくなるじゃないか、アメリカに行った目的が達成できないじゃないか。あとから、あの事業を興したのは、実は孫でしたと言ったって……」と述べている。

## 震災やエネルギー分野での取り組み

### 東日本大震災復興資金の寄付
2011年4月3日、東日本大震災の被災者支援と復興資金として個人で100億円を寄付すると発表した。また、2011年から引退するまでソフトバンクグループ代表として受け取る報酬の全額も、震災で両親を亡くした孤児の支援として寄付するとも発表した。ソフトバンクも企業として東日本大震災に対し10億円の寄付を決定している。孫は3月22日福島県の避難所を訪れ、被災者数万人への携帯電話の無償貸与に加えて、震災孤児対象に18歳までの通信料の完全無料化を表明している。
2011年5月16日、寄付金の配分を発表した。内訳は、日本赤十字社・中央共同募金会・岩手県・宮城県・福島県に各10億円、日本ユニセフ協会などの「震災遺児への支援を行う公益法人」に6億円、茨城県・千葉県に各2億円。40億円は、孫と自治体が共同で設立、孫自身が会長を務める東日本大震災復興支援財団に託す。
2011年6月11日までに、財団分を除く60億円の寄付が各所に行われた。
2011年7月14日に、東日本大震災復興支援財団に残りの40億円が寄付として渡され、全100億円分の寄付が完了した。この寄付金は、10年以上の継続支援ができるよう、被災地の子どもたちを中心とした支援のみに100%使われていくという。

### 日本での脱原発と再生可能エネルギー推進、韓国での原発推進
孫は福島第一原子力発電所事故後、元ソフトバンク社長室長で元民主党衆議院議員であった嶋聡の民主党人脈を使って、当時の菅直人首相と共に、再生可能エネルギー（「自然エネルギー」）の普及と脱原発を掲げて活動を始めた。菅首相が政府委員や公職者でもない孫の意見にエネルギー政策を頼ったため、孫の個人的な持論が民主党政権の政策に反映された、と批判されることもある。
2011年4月には発電コストについてはアメリカにおいて補助金の助けで風力発電と原子力発電のコストが2010年に逆転したとし、再生可能エネルギーの方が原子力より安価であるとの考えを表明して、日本で自家発電などで生産された再生可能エネルギーを電力会社が買い取る固定価格買取制度を導入することに期待感を示していた。また、孫は「電力会社は悪なので、発送電分離によって解体すべき」「太陽光発電に支援を」「再エネ補助金を優遇せよ」「(固定価格)買い取り保証は超長期で」「原発はゼロに」と主張していたという。
孫はエネルギー間のバランスを考えず、再生可能エネルギーに偏重した政策を実施させ、しかもその後、自身が再生可能エネルギーで巨大ビジネスを展開したため、孫の動きを震災に便乗した補助金ビジネスとして「政商」と批判する声がある。実際に、民主党政権による固定価格買取制度の導入に際して、孫は菅直人首相に強く働きかけて同制度を成立させている。その際、孫は参考人として呼ばれた政府の委員会において、太陽光発電は造成コスト等も含めるとコストが非常に高く、最低でも40円/kWhの高い買取価格が必要だと主張した（孫はこのとき、太陽光発電は40円/kWhでは9割の地点で採算が合わず、本来は更に高い42～45円/kWhが必要であるが、「消費者への負担とのバランスを考えると」最低でも40円/kWhが必要だと主張した）。
そして実際に2012年、孫の希望通り、メガソーラー（大規模太陽光発電所）で「最低限の」40円/kWh、住宅用太陽光で42円/kWhで固定価格買取制度が開始した。これは太陽光発電を特に集中的に優遇し、申請時点の買取価格をプラント建設後20年間まで保証するというもので、この日本の太陽光発電買取価格は世界で最も高く、他の先進諸国に比べても2倍以上と、異常に高い。この制度によって日本国民が負担する賦課金額は、2016年時点で既に、年間2兆円という巨額に達しており、最終的には累計53～85兆円（廃炉・事故処理・賠償等を含む福島原発事故の被害総額（2016年推計）のおよそ2.5～4倍）程度に及ぶ、と試算されている。
固定価格買取制度が開始した2012年以降、孫の率いるソフトバンク・グループは初期参入を果たして、国内各地に数多くのメガソーラー（大規模太陽光発電所）を建設し、ビジネスを展開した。
また、この制度により、太陽光パネルの設置バブルが発生したと非難する声もある。すなわち、固定価格買取制度に補助を受けた太陽光ビジネスは、上記の政府委員会での孫の主張とは裏腹に、年利回り8％以上、日照がよい場所なら10％以上の極めて魅力的なビジネスであり、しかも設置の小分けが出来るようにしたことで投資家が群がった。日照の良い一部の地域ではビジネス優遇のため、ドイツのような設置への規制を設けなかったため、自治体のレベルで差がついた。森林伐採や日射被害、土砂崩れなど、景観や住環境の破壊が進み、住民からの反対運動も生じるようになった。
孫を取材し尊敬していたという旧知の堀義人も孫をツイッター上で「政商」だと批判し、その批判から孫と討論会を実施する運びとなった。民主党の原口一博は孫の立てた大規模太陽光発電所（メガソーラー）構想に対して「太陽光か原発かという選択肢ではありません。『大規模・独占・集中・排除』か『小規模・分散・自立・共同』で選択しないといけない」と忠告したという。
なお、孫の脱原発運動は日本限定の活動であり、訪韓して李明博大統領と会談した際には「脱原発は日本の話。韓国は地震が多い日本とは明らかに異なる」「安全に運営されている韓国の原発を高く評価している」と韓国の原子力発電所を高く評価しているという。また、再生可能エネルギー分野でも日韓協力の体制を敷くことに前向きなコメントを残している。

### データセンターの韓国設置について
東日本大震災を受け孫が経営するソフトバンクは電力供給と料金面で有利な韓国にデータセンターを立ち上げることでKT社と合意した。孫は韓国にデータセンターを置く利点として、「近い」「安い」「高いICTの先進性」の3点を挙げ、「韓国は非常に『近い』外国であり、産業用電気料金が日本の半額で『安い』」ことを挙げている。
堀は上述の産経新聞記事にて、この件を原子力発電で電力を賄っている韓国に産業を移転し日本の産業を空洞化させるものとして批判している他、池田信夫はニューズウィーク日本版の連載コラムにて「メガソーラーで日本の電気代を上げて他社のコストを圧迫する一方で、ソフトバンクは韓国の原発でつくった安い電気を使ってもうけようというわけだ」という批判を紹介し「彼の挑戦がもう少しツボにはまれば、霞ヶ関にも応援団はかなり出てくるだろう」と評している。

## エピソード・人物

### 好きな起業家
最も好きな起業家は本田宗一郎であるという。
最も影響を受けた人物は坂本龍馬である。

### 将来計画
孫は19歳の時に「20代で名乗りを上げ、30代で軍資金を最低で1000億円貯め、40代でひと勝負し、50代で事業を完成させ、60代で事業を後継者に引き継ぐ」という人生50年計画を立て、今もその計画の実現に向けて走り続けているという。

### 小学生時代のエピソード
小学生時代の夢は画家で、好きな画家はゴッホ。 孫の父・三憲は小学生の正義に対し「今度お父さんが出す新製品に、何か言いたい事はあるかな」と問い、子ども扱いせずに関係者の一人として意見を聞いていた。こうした体験が後に経営者としての手腕に繋がっていった。また「お前は在日朝鮮人だから、普通の日本人より頑張らないと出世出来ないぞ」と語っていた。

### 藤田田を訪問
高校時代、藤田田の『ユダヤの商法―世界経済を動かす』という書籍（KKベストセラーズ、1972年）を読んで感動し、面会するために藤田の会社に行く。最初は門前払いを受けるが、何度も訪れて根負けした藤田についに社長室に通されたという。そこで「今度渡米するのだが、アメリカで何をすべきか」と尋ね、コンピューター関連を学ぶように助言された。アメリカ留学に際して、孫は藤田から資金的な援助を得ている。
その後、成功した孫は藤田を食事に招待し、藤田はあの時尋ねてきた高校生が孫正義だったかと驚き、非常に感激し、孫の会社に自社パソコン300台を発注したという。

### 大学検定試験のエピソード
カリフォルニア州での大学の検定試験の際に「この問題は日本語ならば必ず解ける」と言い、辞書の貸し出しと時間延長を試験官に申し出た。試験官は、自分の上司にあたる人間に相談。さらにその上司は、自分の上司に相談。そうこうしているうちに、最後は州知事にまで孫は電話で交渉することになった。
結果的に「辞書の貸出し」と「時間延長の要求」を飲ませた孫だったが、州知事との交渉において「厳密な終了時間」を知事は決めておらず、「辞書を引くのに適当な時間だけ延長する」という結論が出されたことから、「無期限の時間延長」と孫は独自解釈して、最後までテストを受けて合格したという。

### 著名な発言
将来はヤフーを子会社化
孫は2005年に雑誌の取材で「近い将来アメリカのヤフー本社も買収して子会社化しようと思う」と話している。[要出典]もっとも米国のYahoo!はかつてソフトバンクが筆頭株主だった。
噂にはコメントしない
ソフトバンクの新機種発表会で、「iPhone 3Gの発売はソフトバンクからか」と質問された時の発言。「iPhone 3GS」の発売前にも、同じコメントを残していた。
首相四年連続辞任時に「日本の不幸」
2010年、Twitterユーザーから首相辞任にコメントを求められた際に、「4人の首相の任期が1年程度。民間会社ですら社長任期が1年では大きな事は成し得ない。日本の不幸」と述べた。

### 在日割引問題
2010年7月19日、週刊新潮に取り上げられていた「在日割引」の存在について、一般ユーザーからの「ソフトバンクがそのような割引をしているのはデマか?」との質問に対し、Twitter上で直接の返答と詳細な経緯の説明を行った。「この割引プランはデマ。2008年に代理店がソフトバンクの許可無く販売したが、ソフトバンク側が認知した後に書面で通知し、当該の割引営業行為を停止させた」と発言した。ソフトバンクモバイル広報室は「この割引プランは、弊社の代理店が民団と勝手に取りまとめたもので、弊社サービスではありません」と発言した。

### 特許
スクリーンゴルフの周囲に空気ダクトを設置し風を送ることで臨場感を増した『ゴルフシミュレーションゲーム環境装置』を特許出願（特許4041197）しており、自宅の地下に設置しているとされる。

### ドナルド・トランプとの関係性
孫は2016年にドナルド・トランプが米国大統領に当選した際、いち早く面会を取り付けた日本企業経営者として話題になった。
2024年11月の大統領選でトランプが再選を果たした後、12月にはトランプの私邸を訪問し、アメリカに対して1000億ドル（約15兆円）を投資する事を発表した。会見中、トランプから投資金額の倍増を冗談交じりに打診された孫はトランプを「偉大な交渉者」と表現した。

## 家族・親族

### 系譜
孫氏（安本氏）
李氏朝鮮時代の地理書『新増東国輿地勝覧』と大韓民国慶尚北道安東市一直面松里里にある孫洪亮遺墟碑によれば、始祖孫凝（ソンウン）の元姓は荀氏で朝鮮土着民であり、高麗顕宗の名前と音が同じだったため、避諱するために孫氏が賜姓された。佐野眞一によると、孫一族は1947年に朝鮮南部から船で日本へ渡り、正義の父である三憲が消費者金融、密造酒、パチンコを家業として財を築いた。
| 鐘慶 |      |      |      |      |      |  |  |        |        |        |        |        |        |  |  |        |        |        |        |        |        |  |  |        |        |        |        |        |        |  |  |        |        |        |        |        |        |  |  |        |        |        |        |        |        |  |  |        |        |        |        |        |        |  |  |  |  |  |  |  |  |  |  |  |  |  |  |  |  |  |  |  |  |  |  |  |  |  |  |  |  |  |  |  |  |  |  |  |  |  |  |  |  |  |  |  |  |
|      |      |      |      |      |      |  |  |        |        |        |        |        |        |  |  |        |        |        |        |        |        |  |  |        |        |        |        |        |        |  |  |        |        |        |        |        |        |  |  |        |        |        |        |        |        |  |  |        |        |        |        |        |        |  |  |  |  |  |  |  |  |  |  |  |  |  |  |  |  |  |  |  |  |  |  |  |  |  |  |  |  |  |  |  |  |  |  |  |  |  |  |  |  |  |  |  |  |
|      |      |      |      |      |      |  |  |        |        |        |        |        |        |  |  |        |        |        |        |        |        |  |  |        |        |        |        |        |        |  |  |        |        |        |        |        |        |  |  |        |        |        |        |        |        |  |  |        |        |        |        |        |        |  |  |  |  |  |  |  |  |  |  |  |  |  |  |  |  |  |  |  |  |  |  |  |  |  |  |  |  |  |  |  |  |  |  |  |  |  |  |  |  |  |  |  |  |
|      |      |      |      |      |      |  |  |        |        |        |        |        |        |  |  |        |        |        |        |        |        |  |  |        |        |        |        |        |        |  |  |        |        |        |        |        |        |  |  |        |        |        |        |        |        |  |  |        |        |        |        |        |        |  |  |  |  |  |  |  |  |  |  |  |  |  |  |  |  |  |  |  |  |  |  |  |  |  |  |  |  |  |  |  |  |  |  |  |  |  |  |  |  |  |  |  |  |
|      |      |      |      |      |      |  |  |        |        |        |        |        |        |  |  |        |        |        |        |        |        |  |  |        |        |        |        |        |        |  |  |        |        |        |        |        |        |  |  |        |        |        |        |        |        |  |  |        |        |        |        |        |        |  |  |  |  |  |  |  |  |  |  |  |  |  |  |  |  |  |  |  |  |  |  |  |  |  |  |  |  |  |  |  |  |  |  |  |  |  |  |  |  |  |  |  |  |
| 三憲 | 三憲 | 三憲 | 三憲 | 三憲 | 三憲 |  |  | (男性) | (男性) | (男性) | (男性) | (男性) | (男性) |  |  | (男性) | (男性) | (男性) | (男性) | (男性) | (男性) |  |  | (男性) | (男性) | (男性) | (男性) | (男性) | (男性) |  |  | (女性) | (女性) | (女性) | (女性) | (女性) | (女性) |  |  | (女性) | (女性) | (女性) | (女性) | (女性) | (女性) |  |  | 真太郎 | 真太郎 | 真太郎 | 真太郎 | 真太郎 | 真太郎 |  |  |  |  |  |  |  |  |  |  |  |  |  |  |  |  |  |  |  |  |  |  |  |  |  |  |  |  |  |  |  |  |  |  |  |  |  |  |  |  |  |  |  |  |
| 三憲 | 三憲 | 三憲 | 三憲 | 三憲 | 三憲 |  |  | (男性) | (男性) | (男性) | (男性) | (男性) | (男性) |  |  | (男性) | (男性) | (男性) | (男性) | (男性) | (男性) |  |  | (男性) | (男性) | (男性) | (男性) | (男性) | (男性) |  |  | (女性) | (女性) | (女性) | (女性) | (女性) | (女性) |  |  | (女性) | (女性) | (女性) | (女性) | (女性) | (女性) |  |  | 真太郎 | 真太郎 | 真太郎 | 真太郎 | 真太郎 | 真太郎 |  |  |  |  |  |  |  |  |  |  |  |  |  |  |  |  |  |  |  |  |  |  |  |  |  |  |  |  |  |  |  |  |  |  |  |  |  |  |  |  |  |  |  |  |
|      |      |      |      |      |      |  |  |        |        |        |        |        |        |  |  |        |        |        |        |        |        |  |  |        |        |        |        |        |        |  |  |        |        |        |        |        |        |  |  |        |        |        |        |        |        |  |  |        |        |        |        |        |        |  |  |  |  |  |  |  |  |  |  |  |  |  |  |  |  |  |  |  |  |  |  |  |  |  |  |  |  |  |  |  |  |  |  |  |  |  |  |  |  |  |  |  |  |
|      |      |      |      |      |      |  |  |        |        |        |        |        |        |  |  |        |        |        |        |        |        |  |  |        |        |        |        |        |        |  |  |        |        |        |        |        |        |  |  |        |        |        |        |        |        |  |  |        |        |        |        |        |        |  |  |  |  |  |  |  |  |  |  |  |  |  |  |  |  |  |  |  |  |  |  |  |  |  |  |  |  |  |  |  |  |  |  |  |  |  |  |  |  |  |  |  |  |
|      |      |      |      |      |      |  |  |        |        |        |        |        |        |  |  |        |        |        |        |        |        |  |  |        |        |        |        |        |        |  |  |        |        |        |        |        |        |  |  |        |        |        |        |        |        |  |  |        |        |        |        |        |        |  |  |  |  |  |  |  |  |  |  |  |  |  |  |  |  |  |  |  |  |  |  |  |  |  |  |  |  |  |  |  |  |  |  |  |  |  |  |  |  |  |  |  |  |
| 正明 | 正明 | 正明 | 正明 | 正明 | 正明 |  |  | 正義   | 正義   | 正義   | 正義   | 正義   | 正義   |  |  | 正憲   | 正憲   | 正憲   | 正憲   | 正憲   | 正憲   |  |  | 泰蔵   | 泰蔵   | 泰蔵   | 泰蔵   | 泰蔵   | 泰蔵   |  |  |        |        |        |        |        |        |  |  |        |        |        |        |        |        |  |  |        |        |        |        |        |        |  |  |  |  |  |  |  |  |  |  |  |  |  |  |  |  |  |  |  |  |  |  |  |  |  |  |  |  |  |  |  |  |  |  |  |  |  |  |  |  |  |  |  |  |

### 実家
祖父と祖母は漁船の底に潜り込んで日本に入国したという。
在日二世である父親の孫三憲は佐賀県鳥栖市に生まれ2017年現在福岡県で暮らしている。子供の頃に父親の故郷である韓国の大邱に渡るも仕事が無く密入国の形で再び日本に戻っている。一時期金融業や密造酒を家業としていた孫家は父親の方針の下、将来は韓国大統領を目指すよう教育されるなど非常に勉強熱心な家風であった。「足が汚水につかるような場所で苦学して」部落を出て成功した。孫正義が中学生の頃に病気で倒れ、孫正義の1歳年上である兄の孫正明は高校を1年生で中退して家計を支えた。
15歳年下である末弟の孫泰蔵は実業家である。

## テレビ番組
- サンデープロジェクト ベンチャー三銃士21世紀世直し宣言（1999年1月10日、テレビ朝日系列）[123]
- 日経スペシャル ガイアの夜明け ブロードバンドへの野望（2005年4月19日、テレビ東京）[124]
- 日経スペシャル カンブリア宮殿（テレビ東京）
  - 孫正義の正体！ ～密着取材109日～（2010年7月12日）[125]
  - 孫正義の社長術！（2010年7月19日）[126]
  - 孫正義の未来戦略（2010年8月30日）[127]
  - 400回スペシャル 日本を爆発させる"大ボラのススメ"（2014年7月31日）[128]
- サンデーモーニング(2024年6月30日、TBS系列)

## 書籍

### 著書
- 『決闘 ネット「光の道」革命』（著者:佐々木俊尚 孫正義）（2010年10月20日、文藝春秋）ISBN 9784166607785 - 孫正義との対談を収録
- 『意見陳述 2011年5月23日参議院行政監視委員会会議録』（著者:小出裕章 後藤政志 石橋克彦 孫正義）（2011年12月7日、亜紀書房）ISBN 9784750511252 - 4人が、自分の専門とする立場から、わかりやすい言葉で、原理・原則的に脱原発を語る

### 関連書籍
- 『ソフトバンク・孫正義の仕事術』（著者:江戸雄介）（1996年8月3日、エール出版社）ISBN 9784753915378
- 『大賀典雄 孫正義 感性の勝利』（著者:佐藤正忠）（1996年11月28日、経済界）ISBN 9784766781311
- 『孫正義とマードックとJ・ヤンの野望 起業家の雄とメディア王の今後』（著者:江戸雄介）（1996年12月2日、本の森出版センター/コアラブックス）ISBN 9784876933198
- 『インターネット5つの予言 野口悠紀雄、ビル・ゲイツ、出井伸之、孫正義、米国大統領補佐官マイク・ネルソン&トム・ケリルとの対話』（著者:西和彦）（1996年12月5日、ダイヤモンド社）ISBN 9784478371947
- 『ソフトバンク・孫正義の野望と不安』（著者:村沢高志）（1996年12月19日、あっぷる出版社）ISBN 9784871771528
- 『孫正義 ソフトバンク王国の挑戦』（著者:霧生広）（1997年1月10日、日本能率協会マネジメントセンター）ISBN 9784820712374
- 『孫正義 常識を破って時代を動かす 情報メディア世界制覇への挑戦』（著者:板垣英憲）（1997年4月20日、日本文芸社）ISBN 9784537025590
- 『孫正義が、吹く デジタル情報革命の伝道師』（著者:石川好）（1997年5月8日、東洋経済新報社）ISBN 9784492552810
  - 『孫正義が、吹く』（著者:石川好）（2000年5月1日、小学館 小学館文庫）ISBN 9784094043518
- 『西和彦の閃き 孫正義のバネ 日本の起業家の光と影』（著者:小林紀興）（1998年3月5日、光文社）ISBN 9784334971663
- 『ベンチャー三銃士の経済再生会議 「変わる」ことを怖れるな』（コーディネーター:財部誠一 出席者:孫正義 南部靖之 澤田秀雄）（1999年2月20日、かんき出版）ISBN 9784761257644 - 1999年1月10日、テレビ朝日系列「サンデープロジェクト」で、「ベンチャー三銃士21世紀世直し宣言」に出演された3人が、番組終了後さらに議論したものを緊急にまとめたもの
- 『インターネットの超新星 孫正義 巨人ビル・ゲイツが無視できない唯一の日本人』（著者:清水高）（1999年6月15日、財界研究所）ISBN 9784879320070
- 『孫正義 インターネット財閥経営 ビル・ゲイツを超える日』（著者:滝田誠一郎）（1999年6月20日、実業之日本社）ISBN 9784408103358
  - 『孫正義 インターネット財閥経営』（著者:滝田誠一郎）（2011年1月5日、日本経済新聞出版社 日経ビジネス人文庫）ISBN 9784532195731
- 『孫正義 起業の若き獅子』（著者:大下英治）（1999年8月2日、講談社）ISBN 9784062087186
  - 『孫正義 起業の若き獅子 マンガ版』（原作:大下英治、脚本:本間正夫、作画:岩瀬昌嗣）（2001年5月2日、講談社）ISBN 9784063301199
- 『ナスダック・ジャパン 孫正義の証券革命』（著者:霧生広）（1999年10月1日、日本能率協会マネジメントセンター）ISBN 9784820714507
- 『ナスダック・ジャパン 株式市場はどう変わるか、孫正義の狙いは何か』（著者:板垣英憲）（1999年10月16日、日本実業出版社）ISBN 9784534029928
- 『“在日"という生き方 差異と平等のジレンマ』（著者:朴一）（1999年11月12日、講談社 講談社選書）ISBN 9784062581714
- 『孫正義大いに語る!! ネット革命・新世紀への挑戦』（著者:竹村健一）（1999年12月1日、PHP研究所）ISBN 9784569608938
- 『坂本竜馬になりたかった男 信念の人 孫正義の半生』（著者:松本幸夫）（2000年6月8日、総合法令出版）ISBN 9784893466761
- 『孫正義 掟破りの決断』（著者:大下英治）（2000年9月20日、講談社+α新書）ISBN 9784062720359
- 『孫正義の10年後発想 孫正義のIT革命の読み方』（著者:溝上幸伸）（2000年10月24日、あっぷる出版社）ISBN 9784871771900
- 『稀代の勝負師 孫正義の将来』（著者:山田俊浩）（2000年12月21日、東洋経済新報社）ISBN 9784492554104
- 『孫正義のオセロゲーム戦略 インターネット財閥の創始者』（著者:遠藤満）（2001年6月30日、コアラブックス）ISBN 9784876937356
- 『孫正義は倒れない』（著者:吉田司）（2001年7月10日、朝日新聞社）ISBN 9784022576514
- 『孫家の遺伝子』（著者:孫泰蔵）（2002年8月5日、角川書店）ISBN 9784048837644
- 『志高く 孫正義正伝』（著者:井上篤夫）（2004年5月10日、実業之日本社）ISBN 9784408395548
  - 『志高く 孫正義正伝 完全版』（著者:井上篤夫）（2007年7月21日、実業之日本社）ISBN 9784408107059
  - 『志高く 孫正義正伝 完全版』（著者:井上篤夫）（2010年12月2日、実業之日本社文庫）ISBN 9784408550190
  - 『志高く 孫正義正伝 新版』（著者:井上篤夫）（2015年1月31日、実業之日本社文庫）ISBN 9784408552156
  - 『志高く 孫正義正伝 決定版』（著者:井上篤夫）（2021年8月11日、実業之日本社）ISBN 9784408339726
  - 『志高く 孫正義正伝 決定版』（著者:井上篤夫）（2024年4月5日、実業之日本社文庫）ISBN 9784408558769
- 『ソフトバンクの3年後を読む！ 孫正義は何を見据えているか』（著者:八木勤）（2004年6月30日、中経出版）ISBN 9784806120322
- 『ソフトバンクの参戦で変わるケータイ業界勢力図 ケータイ3社の戦略と孫正義の描く革命シナリオ』（著者:溝上幸伸）（2004年11月10日、ぱる出版）ISBN 9784827201239
- 『図解 あの新“勝ち組"IT企業はなぜ儲かるのか？』（著者:三浦優子）（2005年3月25日、技術評論社）ISBN 9784774122908
- 『孫正義のクレージー経営者宣言』（著者:竹村健一）（2005年5月17日、太陽企画出版）ISBN 9784884664152
- 『幻想曲 孫正義とソフトバンクの過去・今・未来』（著者:児玉博）（2005年6月6日、日経BP社）ISBN 9784822244545
- 『実録コミック ソフトバンク孫正義～挑戦者～』（原作:大下英治、作画:岩瀬昌嗣）（2005年7月22日、竹書房）ISBN 9784812462652
- 『孫正義 世界一をめざせ！』（著者:井上篤夫）（2005年10月20日、実業之日本社）ISBN 9784408395852
- 『孫正義 起業のカリスマ』（著者:大下英治）（2005年11月20日、講談社+α文庫）ISBN 9784062569774
- 『孫正義語録 孫氏の兵法』（編著:孫氏の兵法製作委員会）（2007年2月22日、ぴあ）ISBN 9784835616544
- 『孫の二乗の法則 ソフトバンク孫正義の成功哲学』（著者:板垣英憲）（2007年7月20日、サンガ）ISBN 9784901679435
  - 『孫の二乗の法則 ソフトバンク孫正義の成功哲学』（著者:板垣英憲）（2011年4月16日、PHP研究所 PHP文庫）ISBN 9784569676210
  - 『孫の二乗の法則 ソフトバンク孫正義の成功哲学 新版』（著者:板垣英憲）（2014年6月17日、PHP研究所）ISBN 9784569819655
- 『孫正義 世界20億人覇権の野望』（著者:大下英治）（2009年5月5日、ベストセラーズ）ISBN 9784584131510
- 『事を成す 孫正義の新30年ビジョン』（著者:井上篤夫）（2010年9月8日、実業之日本社）ISBN 9784408108599
- 『孫正義のデジタル教育が日本を救う』（著者:中村東吾）（2010年11月9日、角川SSコミュニケーションズ）ISBN 9784047315365
- 『カンブリア宮殿 特別版 村上龍×孫正義』（著者:村上龍、編集:テレビ東京報道局）（2010年12月8日、日本経済新聞出版社）ISBN 9784532261047
- 『孫正義が語らないソフトバンクの深層』（著者:菊池雅志）（2010年12月18日、光文社）ISBN 9784334976354
- 『孫正義「規格外」の仕事術 なぜソフトバンクは逆境でこそ強いのか』（著者:三木雄信）（2010年12月19日、PHP研究所 PHPビジネス新書）ISBN 9784569794730
- 『孫正義名語録 事を成すためのリーダーの心得100』（著者:三木雄信）（2011年2月2日、ソフトバンククリエイティブ）ISBN 9784797363494
- 『孫正義 リーダーのための意思決定の極意』（編著:新書編集部）（2011年6月17日、光文社 光文社新書）ISBN 9784334036263
- 『孫正義 平成の龍馬伝説 恩人たちが語る孫正義の素顔』（著者:津久居樹里）（2011年8月12日、現文メディア/マガジンランド）ISBN 9784905054238
- 『孫正義の流儀』（著者:松本幸夫）（2011年9月22日、総合法令出版）ISBN 9784862802736
- 『孫正義の考える力 これがチャンスを逃さない「思考プロセス」だ』（編著:プレジデント編集部）（2011年9月30日、プレジデント社）ISBN 9784833471688
- 『孫正義 奇跡のプレゼン 人を動かす23の法則』（著者:三木雄信）（2011年11月30日、ソフトバンククリエイティブ）ISBN 9784797366495
- 『あんぽん 孫正義伝』（著者:佐野眞一）（2012年1月12日、小学館）ISBN 9784093882316
  - 『あんぽん 孫正義伝』（著者:佐野眞一）（2014年9月5日、小学館文庫）ISBN 9784094060843
- 『孫正義名語録 情熱篇 志を実現させるための心得50』（著者:三木雄信）（2012年2月27日、ソフトバンククリエイティブ）ISBN 9784797366501
- 『ソフトバンク(1) 孫正義を成功に導いた3つの発想法 まんがで学ぶ 成功企業の仕事術』（著者:バラエティ・アートワークス）（2012年3月16日、朝日新聞出版）ISBN 9784023310353
  - 『ソフトバンク(1) 孫正義を成功に導いた3つの発想法 まんがで学ぶ 成功企業の仕事術』（著者:バラエティ・アートワークス）（2014年2月1日、朝日新聞出版）ISBN 9784022682048
- 『ソフトバンク(2) ジョブズも口説いた孫の人心掌握術 まんがで学ぶ 成功企業の仕事術』（著者:バラエティ・アートワークス）（2012年3月16日、朝日新聞出版）ISBN 9784023310360
  - 『ソフトバンク(2) ジョブズも口説いた孫の人心掌握術 まんがで学ぶ 成功企業の仕事術』（著者:バラエティ・アートワークス）（2014年2月1日、朝日新聞出版）ISBN 9784022682055
- 『ソフトバンク(3) リーダーたる者の志「孫の二乗の兵法」 まんがで学ぶ 成功企業の仕事術』（著者:バラエティ・アートワークス）（2012年3月16日、朝日新聞出版）ISBN 9784023310377
  - 『ソフトバンク(3) リーダーたる者の志「孫の二乗の兵法」 まんがで学ぶ 成功企業の仕事術』（著者:バラエティ・アートワークス）（2014年2月1日、朝日新聞出版）ISBN 9784022682062
- 『孫正義 働く君たちへ 「腹の底からの思い」を語ろう』（編著:「ソフトバンク新卒LIVE」編纂委員会）（2012年3月29日、三笠書房）ISBN 9784837924340
- 『孫正義 危機克服の極意』（編著:新書編集部）（2012年6月15日、光文社 光文社新書）ISBN 9784334036881
- 『孫正義のエネルギー革命』（監修:自然エネルギー財団）（2012年6月20日、PHP研究所 PHPビジネス新書）ISBN 9784569805238
- 『孫正義が40年間語ってきたこと』（編著:孫正義語録製作委員会）（2012年7月9日、フォレスト出版）ISBN 9784894515147
- 『巨頭 孫正義 ソフトバンク最強経営戦略』（著者:大下英治）（2012年7月17日、イースト・プレス）ISBN 9784781608129
- 『99%無理な仕事をやり切る方法 孫正義から学んだ仕事術』（著者:三木雄信）（2012年11月8日、フォレスト出版）ISBN 9784894515383
- 『孫正義 あきらめない者が勝つ』（著者:大畠利恵）（2012年11月22日、幻冬舎）ISBN 9784344022959
- 『「大風呂敷経営」進化論 松下幸之助から孫正義へ』（著者:嶋聡）（2014年3月20日、PHP研究所）ISBN 9784569818085
- 『孫正義「リスク」を「成功」に変える28のルール』（著者:三木雄信）（2014年3月26日、KADOKAWA）ISBN 9784046002372
- 『孫正義の参謀 ソフトバンク社長室長3000日』（著者:嶋聡）（2015年1月9日、東洋経済新報社）ISBN 9784492502648
- 『孫正義秘録』（著者:大下英治）（2015年4月1日、イーストプレス）ISBN 9784781650470
- 『孫正義の焦燥』（著者:大西孝弘）（2015年6月1日、日経BPマーケティング）ISBN 9784822277642
- 『最強経営者の思考法 松下幸之助と孫正義から直接学んだ実践リーダー学』（著者:嶋聡）（2016年2月1日、飛鳥新社）ISBN 9784864104661
- 『なぜあの人は中学英語で世界のトップを説得できるのか 孫正義のYesと言わせる技術』（著者:三木雄信）（2016年3月1日、祥伝社）ISBN 9784396615543
- 『孫正義社長に学んだ「10倍速」目標達成術 〈新書版〉夢を「10倍速」で実現する方法』（著者:三木雄信）（2016年5月1日、PHP研究所 PHPビジネス新書）ISBN 9784569830834
- 『孫正義に学ぶ知恵 チーム全体で勝利する「リーダー」という生き方』（著者:大下英治）（2016年9月1日、東洋出版）ISBN 9784809678479
- 『孫正義2.0新社長学 IoT時代の新リーダーになる7つの心得』（著者:嶋聡）（2016年11月1日、双葉社）ISBN 9784575311921
- 『コミックでわかる 孫正義の成果を出す仕事術』（著者:三木雄信、脚本:青木健生、作画:朝戸ころも）（2017年2月1日、KADOKAWA）ISBN 9784046017574
- 『孫正義 300年王国への野望』（著者:嶋聡）（2017年6月1日、日本経済新聞出版社）ISBN 9784532321369
- 『とことん 孫正義物語』（著者:井上篤夫、絵:やまなかももこ）（2017年6月1日、フレーベル館）ISBN 9784577045671
- 『マンガでわかる！孫正義式 超高速PDCA』（著者:三木雄信、シナリオ制作:六原三歩、作画:佐々木昭后）（2018年3月24日、宝島社）ISBN 9784800274175
- 『ソフトバンクで占う2025年の世界 全産業に大再編を巻き起こす「孫正義の大戦略」』（著者:田中道昭）（2019年12月16日、PHP研究所 PHPビジネス新書）ISBN 9784569843940
- 『孫正義 事業家の精神 日英両文』（著者:井上篤夫）（2019年12月21日、日経BP社）ISBN 9784296104635